# Rotonde (gebouw)

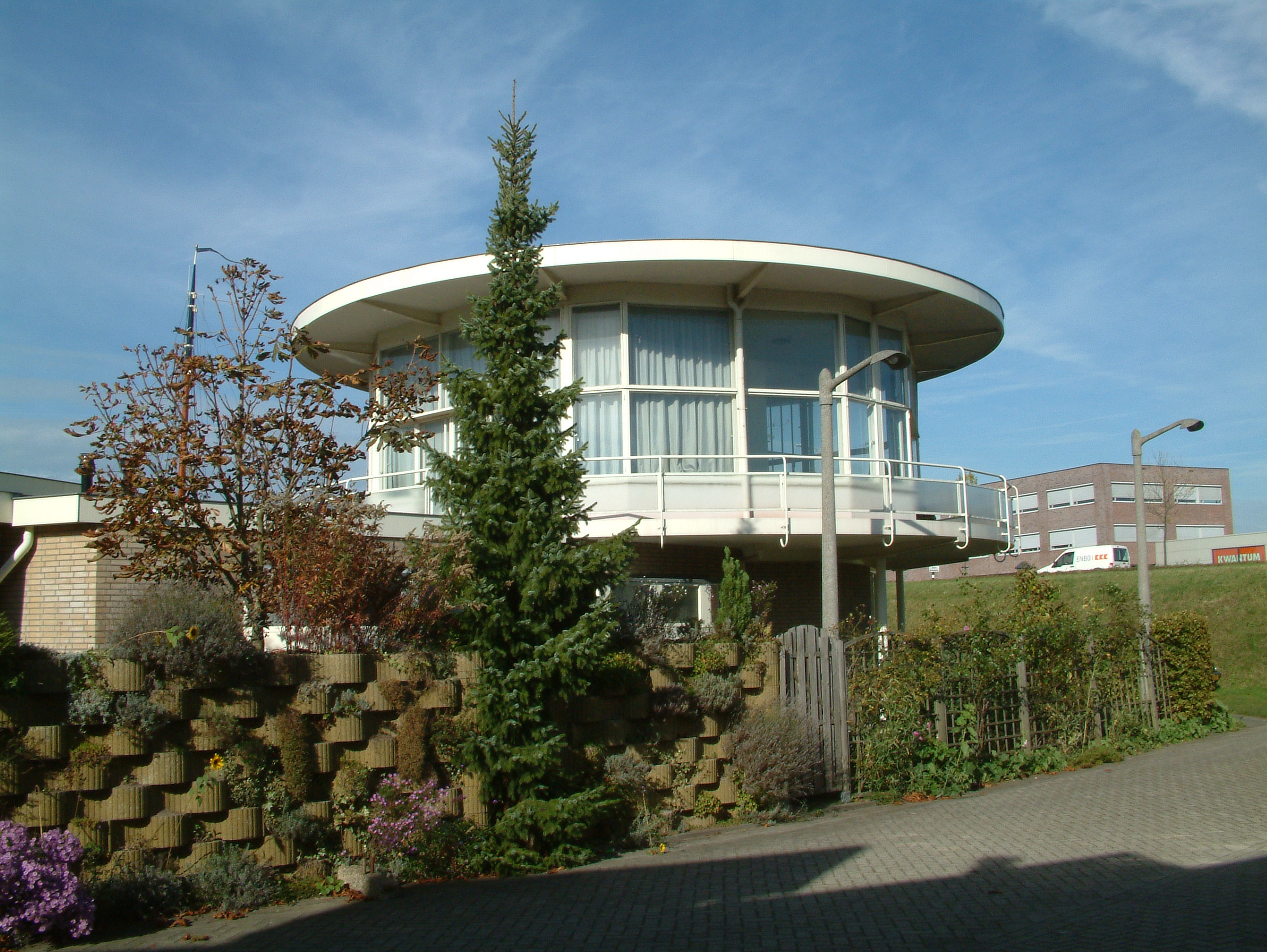
De Rotonde in Gorinchem

De Rotonde in Gorinchem, in de Nederlandse provincie Zuid-Holland, is het voormalig directie-ontvangstgebouw van het Gorcumse bedrijf De Vries Robbé & Co. De architect is Ben Merkelbach van het bureau Merkelbach & Karsten. De stijl is functionalistisch, een exponent van het nieuwe bouwen. Het gebouw is in eigen beheer gebouwd aan de oever van de Linge en werd op 11 juli 1941 geopend. Op 21 september 1996 - een poos na het faillissement - werd het gebouw overgevaren naar de andere oever en daar weer in gebruik genomen als woonhuis en bedrijfskantoor. Ook de zes betonnen lantaarnpalen werden herplaatst. Naderhand is tevens het schaftlokaal op die plaats herbouwd en op 21 september 2006 werd het complex opnieuw in gebruik gesteld.
In 2002 werd het gebouw opgenomen in het Monumentenregister als Rijksmonument 525102 en 525103. 